# علي الغندور
علي الغندور (15 ديسمبر 1930 - 29 مايو 1989) ممثل مصري راحل، من مواليد مدينة شربين بمحافظة الدقهلية، ويُعد من أوائل الذين شاركوا في إنشاء مسرح التلفزيون، وعمل أستاذاً لمادة التمثيل العملي بالمعهد العالي للفنون المسرحية الذي كرمه لاحقاً بإطلاق اسمه على قاعة التدريب بالمعهد. كما انه تولى منصب مدير عام الثقافة الجماهيرية في مصر.

## عن حياته
حصل الراحل علي الغندور على درجة الدبلوم من معهد التمثيل سنة 1952، وعمل مديراً لمسرح محمد فريد «الحكيم» سابقاً، ثم مدير المكتب الفني لوزير الثقافة المصري عبد المنعم الصاوي، ثم تولى مركز مدير عام الثقافة الجماهيرية للمسرح والموسيقى والفنون الشعبية وقد كان مثالًا للالتزام وأثرت سياسته الإدارية بالإيجاب في كل من خلفه في هذا المنصب، وكان من أوائل الذين شاركوا في إنشاء مسرح التلفزيون، وعمل أستاذاً لمادة التمثيل العملي بالمعهد العالي للفنون المسرحية الذي كرمه لاحقاً بإطلاق اسمه على قاعة التدريب بالمعهد.

### في التمثيل
كانت بدايته  متواضعة في بعض الأعمال، إلا أن الانطلاقة الحقيقية بدأت مع المخرج كامل التلمساني عام 1955 في فيلم موعد مع إبليس بمشاركة زكي رستم ومحمود المليجي، لتتوالى الأدوار بعد ذلك في أفلام عديدة وشهيرة في السينما والتلفزيون والمسرح، ومن أشهر أفلامه: (صائدة الرجال، خان الخليلي، الكرنك، صائد النساء، إحنا بتوع الأتوبيس، سنة أولى حب، سواق الأوتوبيس، ملف في الآداب، رمضان فوق البركان، التوت والنبوت، الصعاليك، زوجة رجل مهم، باب النصر)، ومن أعماله الدرامية: (عالم عم أمين، عصفور النار، عودة الروح، محمد رسول الله الجزء الثالث، حكايات هو وهي، سنبل بعد المليون)، وفي المسرح كانت أغلب أعماله من روايات نجيب محفوظ منها: (بين القصرين ، ميرامار)، كذلك أخرج مسرحية (الشبعانين) عام 1966 بمشاركة عمر الحريري وأمين الهنيدي.
كانت آخر أعماله في عام 1989، حيث شارك في مسلسل (أحزان نوح) وفيلمي (أنا والعذراء والجدي) و(العميل رقم 13)، وقد توفى في نفس العام يوم 29 مايو، الموافق 23 شوال عام 1409 هـ.

## الجوائز
حصل على جائزة أحسن ممثل في التلفزيون عام 1962 عن مسلسل (تنوعت الأسباب) بمشاركة الممثلة الراحلة أمينة رزق وإخراج يحيى العلمي، كما حصل على جائزة أحسن ممثل دور ثاني في فيلم (سواق الأتوبيس)، وتم تكريمه في عيد الفن من الرئيس محمد أنور السادات وأيضًا تم تكريمه من التلفزيون المصري عام 1984.

## روابط خارجية
- علي الغندور على موقع الدهليز
- علي الغندور على موقع قاعدة بيانات الأفلام العربية